# Goodyear Tire and Rubber Company
|  | Aquest article tracta sobre companyia derivats cautxú. Si cerqueu el descobridor de la vulcanització del cautxú, vegeu «Charles Goodyear». |

The Goodyear Tire and Rubber Company va ser fundada el 29 d'agost de 1898 per Frank Seiberling. És una de les companyies més grans del mercat dels pneumàtics. La seva seu principal es troba a Akron (Ohio). El nom de la companyia va ser posat pel fundador com a homenatge a l'inventor del procés de vulcanitzat del cautxú, Charles Goodyear (1800-1860).

## Història
Frank Seiberling, amb 38 anys, va adquirir la primera fàbrica de la companyia amb un desemborsament inicial de 3.500 dòlars dels eua utilitzant diners deixats per un cunyat. El cautxú i el cotó que van ser el cor de la seva indústria havien de ser transportats des de l'altre costat del món, cap a un poble sense sortida al mar i limitat per comptar únicament amb transport ferroviari.
Però el moment no podria haver estat millor. El furor per les bicicletes en la dècada de 1890 estava en ple apogeu. Els carruatges sense cavalls, que alguns s'arriscaven a anomenar automòbils, van ser un gran repte. Fins i tot la depressió de 1893 havia començat a esvair-se. Llavors, aquell 29 d'agost de 1898, va ser creada Goodyear amb un capital accionarial de 100.000 dollars.
Durant l'II Guerra Mundial la companyia a través de la seva divisió Goodyear Aircraft muntà diversos tipus d'avions de combat, entre els quals mereix destacar-se el Chance-Vought F4U Corsair.
En la Fórmula 1 ha estat on ha obtingut els seus majors èxits esportius, amb 368 victòries, subministrant pneumàtics durant molts anys a equips com Ferrari o a Team Mclaren